# Alley Theatre
L'Alley Theatre è un teatro coperto situato nella città di Houston, in Texas. È diviso in sue parti: lo Hubbard, con 774 posti a sedere, e il più intimo Neuhaus, con 296 posti a sedere.
Una notevole varietà di rappresentazioni hanno luogo qui ogni anno.